# Rudecindo Rojo
José Rudecindo Rojo (San Juan, 1 de marzo de 1780 - San Juan, 24 de agosto de 1834) fue un periodista, funcionario y político argentino del siglo XIX, importante dirigente del Partido Unitario en la Provincia de San Juan.

## Biografía
Era hijo del diputado unitario por San Juan Dr Thadeo Roxo y María Gertrudis Frías, y hermano menor de Anselmo Rojo, que llegaría al grado de general participando en las guerras civiles argentinas y sería primero gobernador de Tucumán y luego de Salta.
Estudió en el Colegio de San Carlos de Buenos Aires y cursó estudios universitarios en Santiago de Chile, aunque no llegó a doctorarse.
Durante la década de 1810 fue un activo colaborador del gobierno de José Ignacio de la Roza, a quien ayudó en la administración de las rentas de la Intendencia de Cuyo. En 1820 fue uno de los firmantes del acta por la que San Juan anunciaba su separación de la provincia de Cuyo.
Fue funcionario de los gobernadores Sánchez y Pérez de Urdininea, y ministro de gobierno de Salvador María del Carril. Fue uno de los autores de la Carta de Mayo, una declaración de derechos humanos sumada a algunas disposiciones constitucionales, que generó una violenta oposición por parte de sectores que la consideraron un ataque a la religión católica. Rojo fue también el redactor del registro oficial, publicación de todas las medidas de gobierno y legislativas, y del presupuesto provincial y su administración.
Cuando se produjo la revolución que derrocó a Del Carril huyó con él a Mendoza, y regresó al poco tiempo con las tropas mendocinas enviadas a reponerlo en el cargo. Tres días después de la reasunción de Del Carril, Rojo fue elegido diputado al Congreso Nacional, reunido en Buenos Aires. Allí apoyó incondicionalmente la política de Bernardino Rivadavia, y votó su elección como presidente y la Constitución Argentina de 1826.
Regresó a San Juan al año siguiente. Durante el gobierno de Manuel Quiroga Carril presentó un proyecto de tratado de comercio con Chile, que no prosperó. En 1830, tras la derrota federal de en la Batalla de Oncativo, apoyó la llegada al gobierno del unitario Juan Aguilar. Representó a éste en la firma de los tratados que dieron origen a la Liga del Interior, dirigida en lo político y militar por el general Paz.
Tras la derrota unitaria en la Batalla de Rodeo de Chacón – mientras su hermano el coronel Anselmo Rojo se exiliaba en Chile – permaneció alejado de toda actividad política. No obstante, fue obligado a pagar contribuciones de guerra por el gobernador Martín Yanzón y su ministro Domingo de Oro.
Falleció en San Juan en agosto de 1834.
Había contraído matrimonio el 29 de noviembre de 1806 con Jacinta Angulo y Atencio, con quien tuvo por lo menos nueve hijos, entre ellos el gobernador sanjuanino Camilo Rojo y Jacinta Rojo, quien sería esposa de su primo Guillermo Rawson.